# Peter Gavin Hall
Peter Gavin Hall (Sydney, 20 de novembro de 1951 – Melbourne, 9 de janeiro de 2016) foi um matemático australiano.

## Educação
Hall obteve um doutorado na Universidade de Oxford em 1976, orientado por John Kingman.
Foi palestrante convidado do Congresso Internacional de Matemáticos em Berlim (1998).

### Livros publicados
- P. Hall; C.C. Heyde (1980): Martingale Limit Theory and its Application, Academic Press, New York. ISBN 0-12-319350-8
- P. Hall (1982): Rates of Convergence in the Central Limit Theorem, Pitman, London. ISBN 0-273-08565-4
- P. Hall (1988): Introduction to the Theory of Coverage Processes, Wiley, New York. ISBN 0-471-85702-5
- P. Hall (1992): The Bootstrap and Edgeworth Expansion, Springer, New York. ISBN 0-387-97720-1